# Omnichord
Das Omnichord ist ein elektronisches Musikinstrument, das seit 1981 von Suzuki Musical Instruments hergestellt wird. Es ist der Nachfolger des Tronichords und der Vorgänger des Q-Chords.

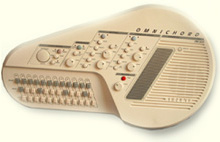
Das Omnichord

## Bedienung
Die Bedienung des wie eine Autoharp aussehenden Musikinstruments erfolgt durch Drücken von Tasten, die Grundtöne oder Akkorde vorgeben, und einen berührungsempfindlichen Sensor (strumplate). Dieser Sensor ermöglicht das Auslösen sowohl einzelner Töne als auch (durch Darüberstreichen) mehrere Töne ähnlich wie bei einer Zither. Durch die Auswahl an Akkorden ergibt sich eine der Gitarre vergleichbare Spielweise, wobei die strumplate vier Oktaven umfasst. Weiterhin bieten die Instrumente eine rhythmische Begleitautomatik an. Diese hat beim Omnichord den typischen Sound elektronischer Klangerzeuger zu Zeiten der 1980er Jahre, wie er auch in den kleinen Keyboards von Casio zu finden war.

## Anschlüsse
Die späteren Omnichord-Modelle OM200m und OM300 verfügen bereits wie das spätere Q-Chord über eine MIDI-out-Schnittstelle.

## Verbreitung
Anders als im angelsächsischen Raum sind Omnichord und Q-Chord im deutschsprachigen Raum wenig verbreitet. Die deutsche Band Trio setzte das Omnichord für das Lied Turaluraluralu – Ich mach BuBu was machst du ein, ebenso die Berliner Band Von Wegen Lisbeth in ihrem Lied Drüben bei Penny. Die Elektropop-Musikerin Stefanie Schrank spielt ein Omnichord. Auch der deutsche Comedian C. Heiland setzt das Omnichord im Rahmen seiner Comedy-Shows ein.
Die Band Gorillaz nutzte das Preset Rock 1 des Omnichord für ihren internationalen Hit Clint Eastwood.
Das Omnichord wird verwendet in der Circuit-bending-Szene, wobei durch Eingriffe auf der Platine Modifikationen am Klang erzeugt werden.
Ebenso setzt der dänische Musiker Trentemøller in seinem Stück Dreamweavers, das sich auf dem gleichnamigen Album von 2024 befindet, ein Omnichord ein.